# Biserica „Adormirea Maicii Domnului” din Hristoforovca
Biserica „Adormirea Maicii Domnului” este o biserică amplasată în Hristoforovca, raionul Ungheni, Republica Moldova. Este un monument arhitectural de importanță națională inclus în Registrul monumentelor Republicii Moldova ocrotite de stat cu nr. 1639 (raionul Ungheni).